# Abyss (Stargate SG-1)
Abyss (Abismo) es el sexto episodio de la sexta temporada de la serie de televisión de ciencia ficción Stargate SG-1, y el episodio Nº 116 de toda la serie.

## Trama
En un planeta desconocido un hombre y una mujer son perseguidos por varios Jaffa. El hombre, un Tok'ra, le dice a la mujer que se oculte hasta que él pueda activar el Portal. Sin embargo, mientras marca, un disparo lo alcanza, y al caer su simbionte sale del cuerpo. El anfitrión resulta ser Jack O'Neill, quien es capturado, despertando más tarde en un sarcófago frente a un extraño hombre que lo observa desde las sombras.
En el SGC mientras, el Tok'ra Thoran llega e informa al SG-1 y Hammond que Kanan, el simbionte de O'Neill, ha desaparecido. El equipo piensa que el Tok'ra escapo en contra de la voluntad de Jack, lo que enfurece a Thoran. Más adelante, le piden al Tok'ra los informes de misión de Kanan pero éste se niega. Debido a ello, no le permiten que se vaya de la base hasta que lo haga. El Tok'ra finalmente cede y los entrega. El SG-1 ahora intenta averiguar porque Kanan se fue, siendo que todas sus misiones tuvieron éxito.
Mientras tanto, O'Neill ya recuperado, es traído a un cuarto y fijado a una pared con una cierta clase de dispositivo de gravedad. Descubre allí que el Goa'uld que lo capturó es Ba'al. Él le pregunta quién es y qué hace aquí, pero O'Neill no recuerda nada. Ante esto Ba'al le lanza cuchillos hasta matarlo. Después O'Neill es revivido con el sarcófago y enviado a una celda, donde primero lo visita la mujer con quien estaba escapando antes, y luego Daniel Jackson. Aunque inicialmente Jack piensa que se trata de una ilusión, Daniel lo convence de que es real. Comienzan a hablar sobre lo que sucede, y entonces Daniel le revela que ha venido a ofrecerle ascender, pero Jack desea que lo saque de aquí con sus poderes. Él le responde que aunque puede hacerlo, se le está prohibido. 
Después 2 Guardias llegan y se llevan a O'Neill rápidamente ante Baal quien comienza de nuevo el interrogatorio, esta vez usando ácido. Cuando O'Neill finalmente logra recordar el nombre del simbionte Ba'al lo cura y lo devuelve a la celda. Allí ve de nuevo a la mujer y a Daniel. Este sigue tratando de convencerlo de que acepte la ascensión, pero O'Neill sigue negándose. Pronto vuelven a traerlo ante Ba'al.
En la Tierra en tanto, Carter descubre una misión en que Kanan saco información de una base del Goa'uld Ba'al a través de su Lo'taur o esclavo personal. Le dice a Hammond que piensa que tal vez Kanan tuvo un romance con la mujer Lo'taur y que al mezclarse con O'Neill fue influenciado por el código de combate del Coronel de no dejar a nadie atrás, y por eso fue a rescatarla. A pesar de esto, Hammond no permite que se realice una misión de rescate debido a que la base de Ba'al es una Fortaleza. Mientras tanto, Baal sigue intentando sacar información de O'Neill, matándolo y reviviéndolo una y otra vez, pero Jack no recuerda nada.
En el SGC, Teal'c después de meditar habla con Hammond, diciéndole que la única manera de entrar a esa fortaleza es con una Nave Ha'tak Goa'uld. Hammond entonces replica que ellos no poseen una de esas, pero Teal'c le dice que muchos Señores del Sistema Goa’uld sí. Por esto, le envían a Lord Yu los planos y ubicación de la base, debido a que este complejo era mantenido por Baal en secreto del resto de los Señores, para que destruya su generador de energía y así O'Neill tenga una posibilidad de escapar.
Poco después, Daniel vuelve a visitar a Jack, pero él le dice que está muy débil por el continuo uso del sarcófago y que además si no lo saca de allí, cuando vuelva donde Baal le contara todo sobre el Tok'ra, porque ya lo ha recordado. Sin embargo Daniel dice que no tendrá que hacerlo, que todo ha terminado, y entonces comienzan a escucharse explosiones. Lord Yu está atacando, y O'Neill logra escapar junto con la mujer Lo'tar. Jack despierta luego en la enfermería del SGC y les agradece a todos su ayuda. Cuando ellos se retiran Daniel aparece asegurándole que todo estará bien, aunque por ahora no volverá a verlo. Carter regresa con un vaso de agua, pero Daniel ya se ha ido. O'Neill se duerme, dando las gracias. 

## Artistas invitados
- Dorian Harewood como Thoran.
- Cliff Simon como Ba'al.
- Gary Jones como Walter Harriman.
- Michael Shanks como Daniel Jackson.
- Ulla Fris como Shallam, Lo'taur de Ba'al.
- Patrick Gallagher como Comandante Jaffa.
- Teryl Rothery como la Dra. Fraiser.[3]